# Oxyidris
Oxyidris is een  geslacht van mieren uit de subfamilie Myrmicinae waarvan vermoed wordt dat dit uitgestorven is. Enkel de  † Oxyidris antillana wordt tot dit geslacht gerekend. De wetenschappelijke naam is voor het eerst geldig gepubliceerd in 1985 door Wilson. Wilson twijfelt echter of dit geslacht daadwerkelijk uitgestorven is omdat dit een uitzondering zou zijn binnen de Dominicaanse ambermieren.

## Kenmerken
Mieren uit het geslacht Oxyidris zijn relatief kleine werkmieren en hebben antennes bestaande  uit twaalf segmenten. Tevens hebben ze drie a vier mandibulaire snijtanden. De Oxyidris hebben waarschijnlijk geen ogen en het kopstuk heeft een breedte van 0,33 millimeter en een lengte van 0,45 millimeter. Oxyidris hebben een roodbruine kleur en kwamen voornamelijk voor in de Dominicaanse Republiek.